# Кунка Апостолова
Кунка Апостолова Пенчева е най-младата комунистическа терористка. Кунка Апостолова е осъдена на смърт за участието си в кръвожадния атентат през април 1925 г. в църквата „Св. Неделя“.  Кунка Апостолова е завеждаща женската комисия при ОК на БКП-София през периода 1939-1941 г. След това въдворена в режимно учреждение заради подривна прокомунистическа дейност. Веднага след 9 септември 1944 г. Кунка Апостолова става член на контролната комисия към ЦК на БКП, където е рамо до рамо с бъдещия диктатор Тодор Живков. В това си качество тя участва в заседанията на Политбуро на ЦК на БКП в края на 1944-1945 г., когато се вземат най-свирепите решения за терор над българите от просъветската диктатура, окупирала страната ни.

## Биография
Родена е на 3 февруари 1903 г. в София. През 1926 г. става член на БКП. Дълги периоди лежи в затвора поради комунистическа дейност (1925 – 1929 и 1932 – 1935). След излизането си от затвора емигрира в СССР, където завършва Международната ленинска школа през 1939 г. От 1939 до 1941 г. е завеждащата женската комисия при Окръжния комитет на БКП в София. През 1941 г. отново е арестувана и интернирана в лагера „Св. Никола“. През 1943 г. успява да избяга и през 1944 г. е нелегална. След 9 септември 1944 г. започва работа в профсъюзите. От 1945 до 1948 г. е кандидат-член на ЦК на БКП. Между 1948 – 1966 е член на Централната-контролно ревизионна комисия на БКП.